# Fethi Gana
Fethi Gana, de son nom complet Saad Fethi Gana, né le 29 novembre 1934 à Zarzis et mort le 24 avril 2016, est un ingénieur tunisien. Il joue un rôle pionnier dans l'hydraulique et les travaux d'infrastructure de son pays après l'indépendance.

## Biographie
Ingénieur hydraulicien de formation, diplômé de l'Institut polytechnique de Grenoble, il est une figure du processus de développement de son pays. Au nombre de ses réalisations figurent notamment les aéroports de Sfax, Tozeur et Tabarka, la construction du port commercial de Zarzis, l’agrandissement du port industriel de Gabès et la construction des ports de pêche de Zarzis, Sfax et Mahdia.
Il est aussi l’artisan de l’assainissement du lac nord de Tunis et de l’édification d’une ville nouvelle sur ses berges réaménagées. Mokhtar Latiri lui rendra hommage pour cette réalisation : « La réussite du projet du lac est le résultat de l’association d’une volonté politique illustrée en la personne de Bourguiba, d’un investisseur clairvoyant, Cheikh Salah Kamel (en), et d’un technicien génial, Mr. Fethi Gana ».
Il contribue également à la construction des réseaux d’adduction d’eau potable vers les villages du Sahel, d'ouvrages de protection des villes de Zarzis, Kairouan et Gabès et à la réalisation de la ceinture de sécurité de Sfax contre les inondations, ainsi qu'à la création de la Régie d’exploitation des périmètres irrigués, de l’Office national de l'assainissement et de la Société nationale d'exploitation et de distribution des eaux. Il assume par ailleurs des rôles de direction au sein des ministères de l'Agriculture, de l'Équipement et de l’Habitat.
Fethi Gana est président de l’Union nationale des ingénieurs tunisiens (1978-1980), maire de Zarzis (1969-1975), président de l’Espérance sportive de Zarzis (1980-1994) et vice-président du Conseil économique et social (1992-1994).
Il est marié à Zeineb Ben Abdelkerim et père de trois enfants, Yacine, Mohamed Ridha et Amel.

## Publications
- « Lac de Tunis : le poumon et la vitrine de la capitale », L'Économiste maghrébin,‎ novembre 1994, p. 39-43.
- Politiques scientifiques et technologiques en Tunisie, Paris, Centre national de la recherche scientifique, coll. « Politiques scientifiques et technologiques au Maghreb et au Proche-Orient », 1982.